# Ina Hoerner
Ina Hoerner-Theodor (* 26. Juni 1949 in Düsseldorf), geboren als Irene Charlotte Hoerner, ist eine deutsche Lehrerin und Publizistin.

## Leben
Ina Hoerner wuchs als älteste von drei Geschwistern auf. Die Familienverhältnisse mit traditioneller Rollenverteilung der Eltern und das Schweigen über die Familiengeschichte trugen zu ihrer späteren feministischen Orientierung und zur Beschäftigung mit der Zeit des Nationalsozialismus bei. Sie besuchte ein Humanistisches Gymnasium in Süddeutschland und legte 1968 das Abitur ab. Anschließend zog sie nach Köln und nahm ein Lehramtsstudium auf.
Ab 1970 lebte sie in Köln in einer Wohngemeinschaft mit drei anderen Frauen. Neben dem Studium engagierte sie sich in der Westdeutschen Studentenbewegung der 1960er Jahre, gehörte dem Sozialistischen Deutschen Studentenbund und nach dessen Spaltung einer der undogmatischen Gruppen an. Den Maximen der Gruppe folgend nahm sie 1973 eine Tätigkeit in einer Parfumfabrik von Mäurer & Wirtz (4711) am Fließband auf. Das Experiment, das sie keine vier Monate durchhielt, bezeichnete sie später „als die größte Herausforderung meines gesamten Erwerbslebens“.
In der folgenden Zeit engagierte sich Ina Hoerner in Frauengruppen und arbeitete in Frauenzentren. Nach dem Abschluss ihres Studiums mit dem Zweiten Staatsexamen 1975 arbeitete sie bis 2015 hauptberuflich in einem Kölner Weiterbildungskolleg in der Erwachsenenbildung, zuletzt vor allem als Leiterin von Frauenlehrgängen. Nach dem Ausscheiden aus der Berufstätigkeit wurde sie in den Vorstand des von ihr 1986 mitbegründeten Kölner Frauengeschichtsvereins gewählt. Sie entwickelte spezielle Stadtführungen zu Frauenthemen und publizierte zu frauen- und lokalgeschichtlichen Themen.
Ina Hoerner-Theodor ist Mutter einer 1985 geborenen Tochter, mit deren Vater, einem Architekten und Maler, sie seit 2000 verheiratet ist.

## Veröffentlichungen
- Zweiter Bildungsweg Zielgruppe Ausländer. Integrativer Unterricht für ausländische und deutsche Teilnehmer am Tageskolleg der Volkshochschule Köln. Landesinstitut für Curriculumentwicklung, Lehrerfortbildung und Weiterbildung, Neuss 1981.
- Frauen nach 1945 – die vergessene Mehrheit. Projekte und Materialien für die Bildungsarbeit. Verlag Die Schulpraxis Mülheim a.d.R 1986, ISBN 3-924884-43-9.
- mit Irene Franken: Hexen. Die Verfolgung von Frauen in Köln. Volksblatt Verlag, Köln 1987, ISBN 3-923243-32-4; Emons, Köln 2000.
- Ich war stolz auf diese Ahnin, in: Irene Franken/Christiane Kling-Mathey, Köln der Frauen – Ein Stadtwanderungs- und Lesebuch, Volksblatt Verlag, Köln 1992, ISBN 3-923243-94-4.
- mit Irene Franken: Hexen. Verfolgung in Köln. Emons, Köln 2000, ISBN 3-89705-173-7.
- Ganz links fing es an, in: Kölner Frauengeschichtsverein (Hrsg.): Was erreicht? Frauenbewegte Lebensgeschichten, Schmidt von Schwind Verlag, Köln 2001, ISBN 3-932050-19-3.
- Rein in die Betriebe!? in: Reiner Schmidt/Anne Schulz/Pui von Schwind (Hrsg.): Die Stadt, das Land, die Welt verändern, Kiepenheuer & Witsch, Köln 2014, ISBN 978-3-462-03840-8.